# Greg Ellis (giocatore di football americano)
Gregory Lemont Ellis (Wendell, 14 agosto 1975) è un ex giocatore di football americano statunitense che ha militato nel ruolo di defensive end nella National Football League (NFL).

## Carriera
N.B.: Dalla stagione 1998 alla 2000 nella NFL non venivano contati i tackle.
Stagione 1998
Selezionato come ottava scelta assoluta dai Dallas Cowboys, è sceso in campo per la prima volta in una partita ufficiale ed ha debuttato da titolare il 6 settembre contro gli Arizona Cardinals. Ha giocato 16 partite tutte da titolare facendo 3 sack. 
Stagione 1999
Ha giocato 13 partite tutte da titolare facendo 7,5 sack e un intercetto per 87 yard con un touchdown.
Stagione 2000
Ha giocato 16 partite tutte da titolare facendo 3 sack.
Stagione 2001
Ha giocato 16 partite tutte da titolare facendo 60 tackle di cui 45 da solo, 6 sack, 5 deviazioni difensive e 3 fumble forzati. 
Stagione 2002
Ha giocato 15 partite tutte da titolare facendo 66 tackle"record personale" di cui 49 da solo, 7,5 sack, 2 deviazioni difensive, un intercetto e 2 fumble forzati.
Stagione 2003
Ha giocato 16 partite tutte da titolare facendo 48 tackle di cui 33 da solo, 8 sack, 9 deviazioni difensive e 4 fumble forzati"record personale".
Stagione 2004
Ha giocato 16 partite tutte da titolare facendo 59 tackle di cui 44 da solo, 9 sack, 9 deviazioni difensive ed un fumble forzato.
Stagione 2005
Ha giocato 16 partite di cui 13 da titolare facendo 35 tackle di cui 25 da solo, 8 sack, 6 deviazioni difensive e 2 fumble forzati.
Stagione 2006
Ha giocato 9 partite tutte da titolare facendo 30 tackle di cui 23 da solo, 4,5 sack, 2 deviazioni difensive, un intercetto perdendo una iarda e 3 fumble forzati.
Stagione 2007
Ha giocato 13 partite di cui 10 da titolare facendo 31 tackle di cui 24 da solo, 12,5 sack "record personale", una deviazione difensiva e 3 fumble forzati.
Stagione 2008
Ha giocato 16 partite tutte da titolare facendo 36 tackle di cui 25 da solo, 8 sack, una deviazione difensiva ed un intercetto per 11 yard.
Stagione 2009
Il 15 agosto dopo esser stato sul mercato dei free agent ha firmato un contratto di 3 anni con gli Oakland Raiders. 
Ha giocato 14 partite tutte da titolare saltandone 2 per un problema al ginocchio, ha fatto 29 tackle di cui 25 da solo, 7 sack, una deviazione difensiva e 2 fumble forzati.
L'8 marzo è stato svincolato dai Raiders.

## Palmarès
- (1) Pro Bowl (stagione 2007).
- (1) NFL Comeback Player of the Year Award (stagione 2007)

## Statistiche
| Partite totali      | 176 |
| Partite da titolare | 170 |
| Tackle              | 394 |
| Intercetti          | 4   |
| Fumble forzati      | 20  |
| Fumble recuperati   | 0   |